# Alpenapollo
Der Hochalpen-Apollo oder Alpenapollo (Parnassius phoebus), auch Alpen-Apollofalter oder Hochalpen-Apollofalter, ist ein Schmetterling (Tagfalter) aus der Familie der Ritterfalter (Papilionidae). Früher wurden zwei Unterarten unterschieden, von denen nach neuen Erkenntnissen aber die asiatische und amerikanische Population als eigene Art betrachtet wird und somit die frühere Art Parnassius phoebus in Parnassius phoebus und Parnassius sacerdos aufgeteilt wurde. Sollte dieser Ansatz richtig sein, müsste der in den Alpen vorkommende Hochalpen-Apollo den wissenschaftlichen Namen Parnassius sacerdos Stichel, 1906 tragen.

## Merkmale
Die Falter erreichen eine Spannweite von 50 bis 60 Millimetern. Sie sind dem Roten Apollo (Parnassius apollo) sehr ähnlich, sind aber meist etwas kleiner und haben eine eher gelblich-weiße statt einer weißen Flügelgrundfarbe. Sicheres Unterscheidungsmerkmal sind die deutlich schwarz und weiß geringelten Fühler, die bei der ähnlichen Art dunkel sind, bzw. nur eine undeutliche Ringelung aufweisen. Auch besitzt der Hochalpen-Apollo auf den Vorderflügeln sehr oft neben mehreren schwarzen, auch zwei rote, schwarz gerandete Flecken, die beim Roten Apollo nur sehr selten zu beobachten sind. Die Hinterflügel tragen wie die der ähnlichen Art zwei rote Augenflecken und haben eine mehr oder weniger stark ausgeprägte dunkle Zeichnung. Die Weibchen haben eine kontrastreichere und kräftigere Schwarzfärbung als die Männchen. 

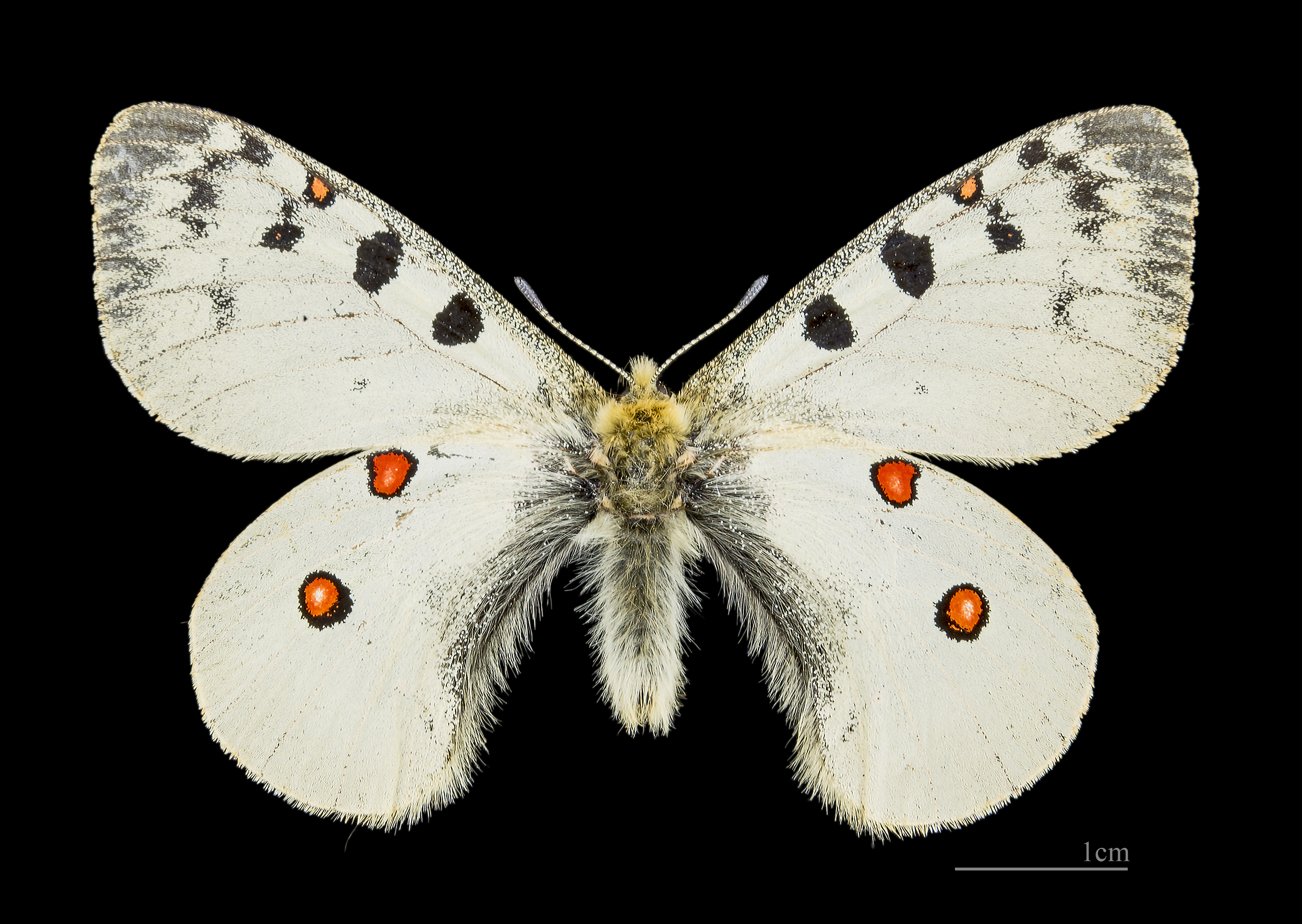
♂
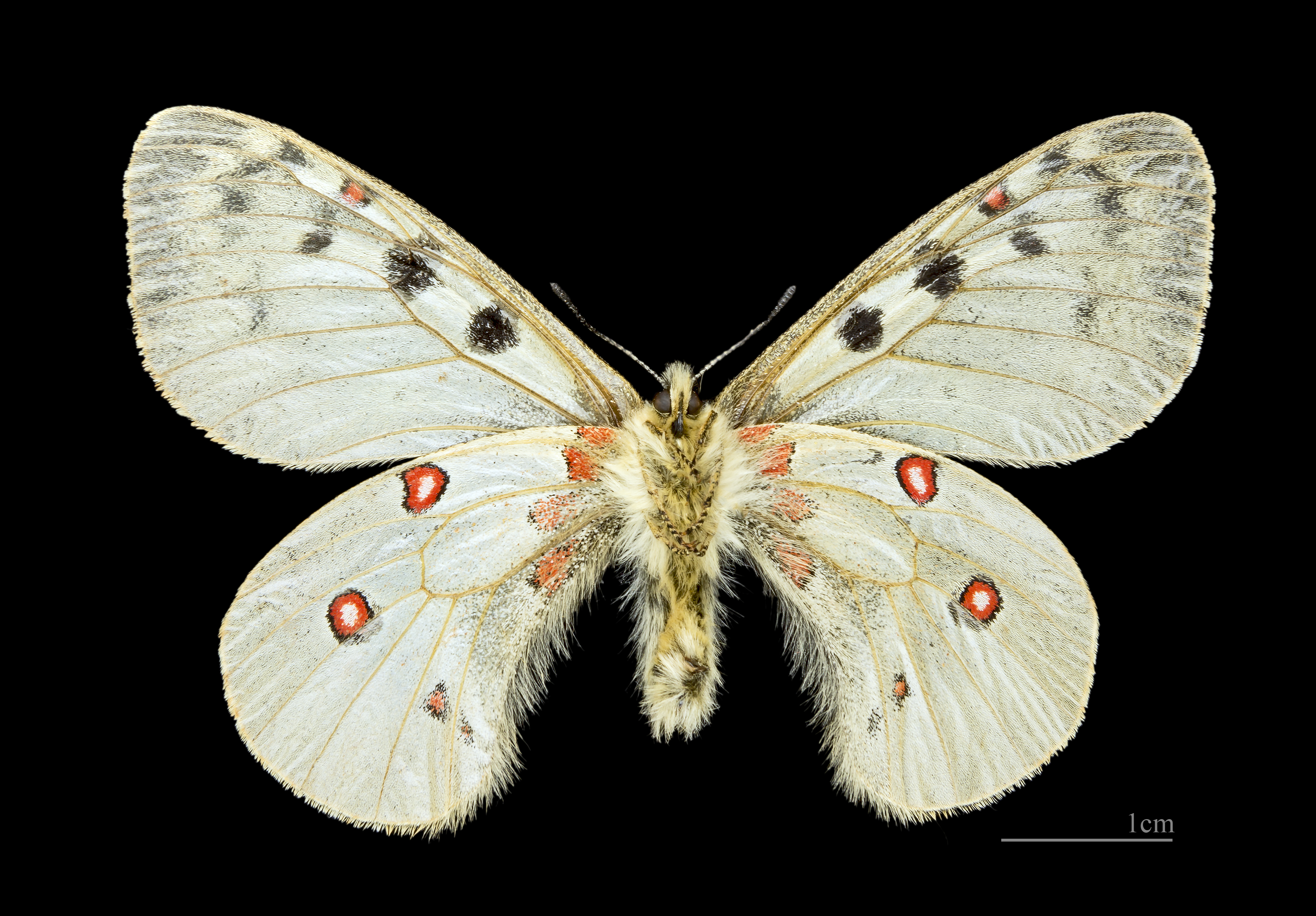
♂ △
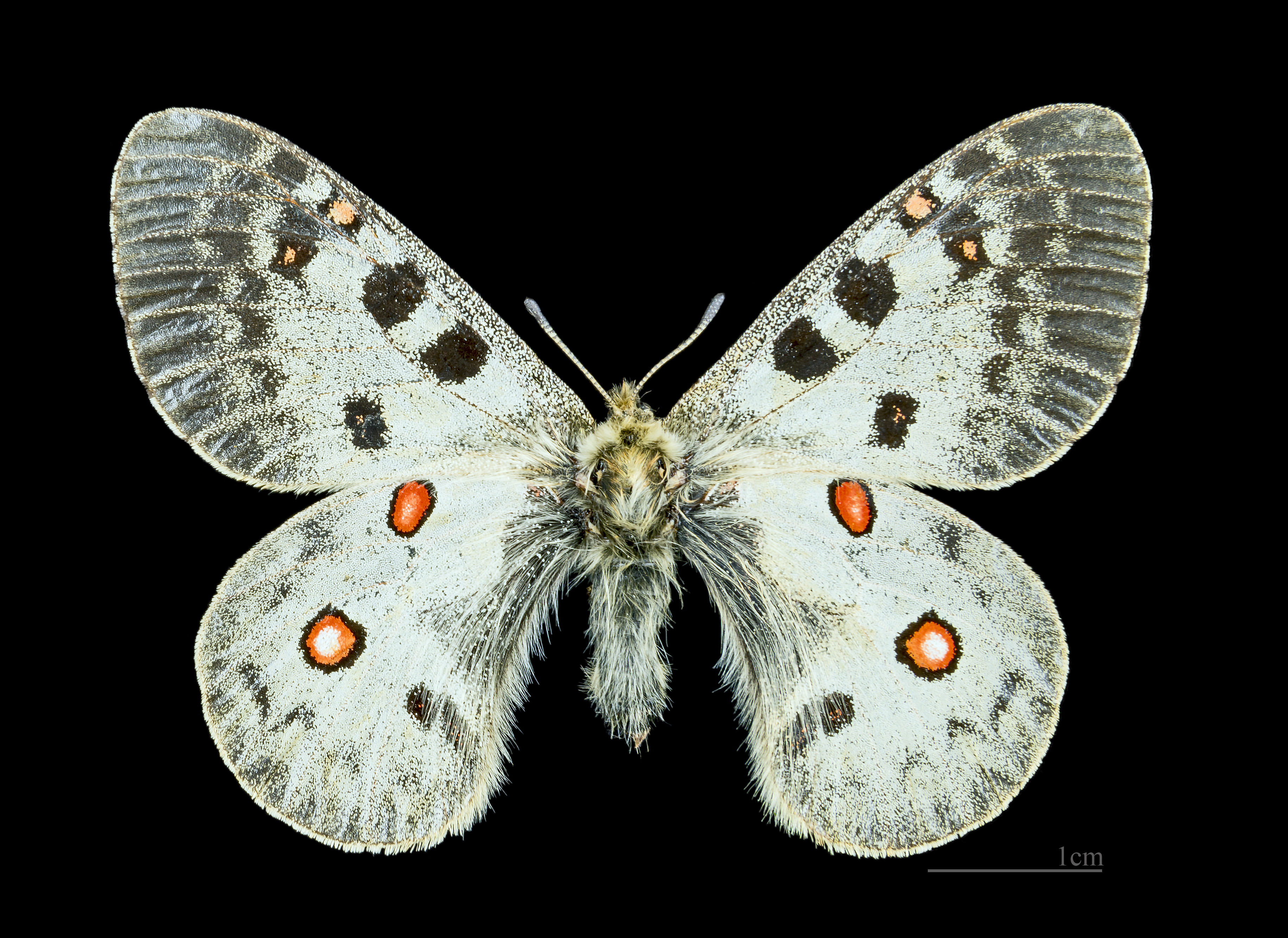
♀
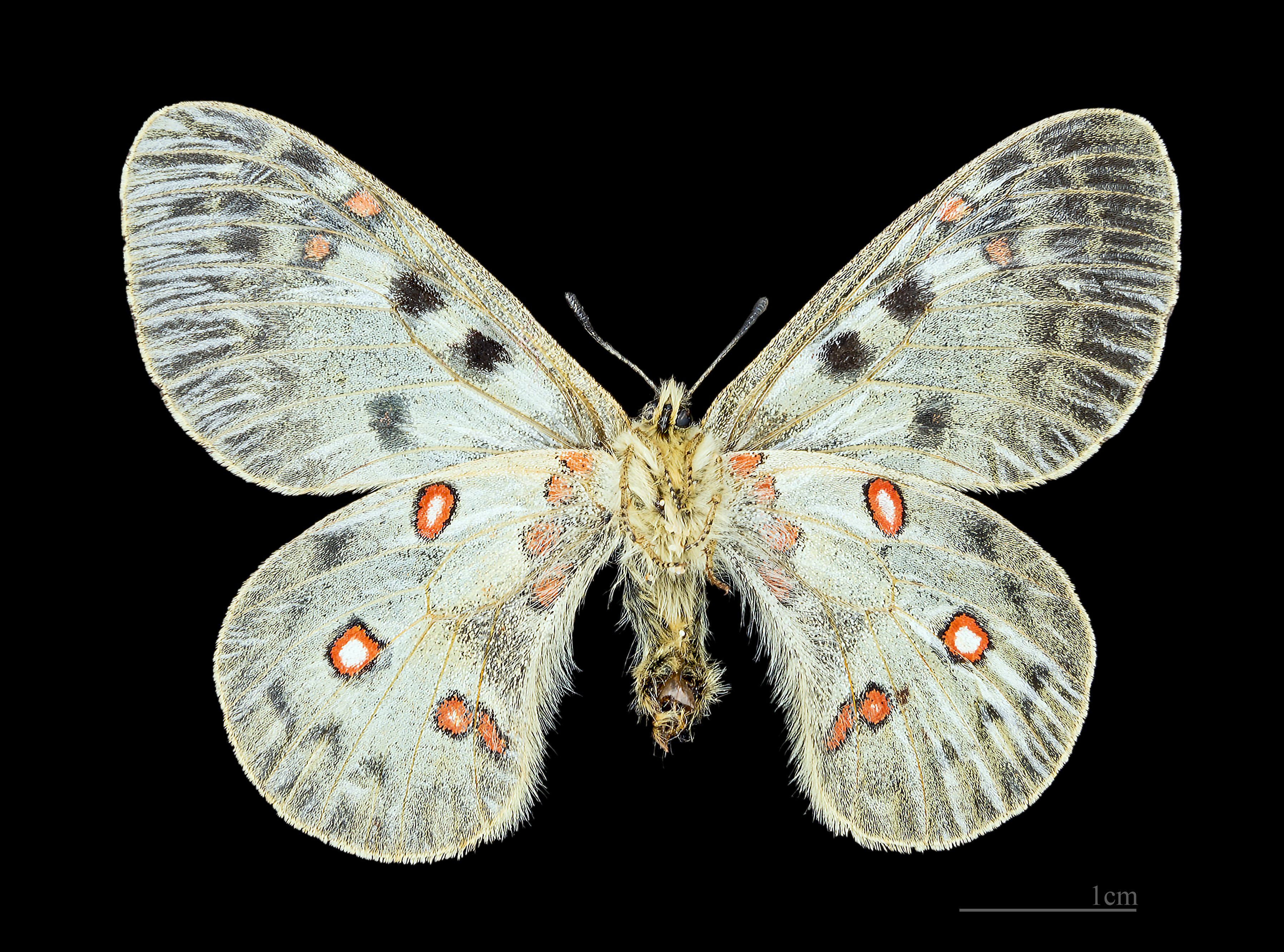
♀△

Die Raupen werden bis zu 48 Millimeter lang und sehen denen des Roten Apollo ebenfalls sehr ähnlich. Sie haben eine schwarze Körpergrundfarbe und tragen aber an den Seiten anstatt orange, zitronengelbe Flecken. Die Raupen des Schwarzen Apollo (Parnassius mnemosyne) sehen ihnen mit gelborangen Seitenflecken ähnlicher, fehlen aber in den Habitaten des Hochalpen-Apollo. 

### Ähnliche Arten
- Roter Apollo (Parnassius apollo)
- Schwarzer Apollo (Parnassius mnemosyne) (nur Raupe)
- Kräuter-Mönch (Cucullia lucifuga) (nur Raupe)

## Vorkommen

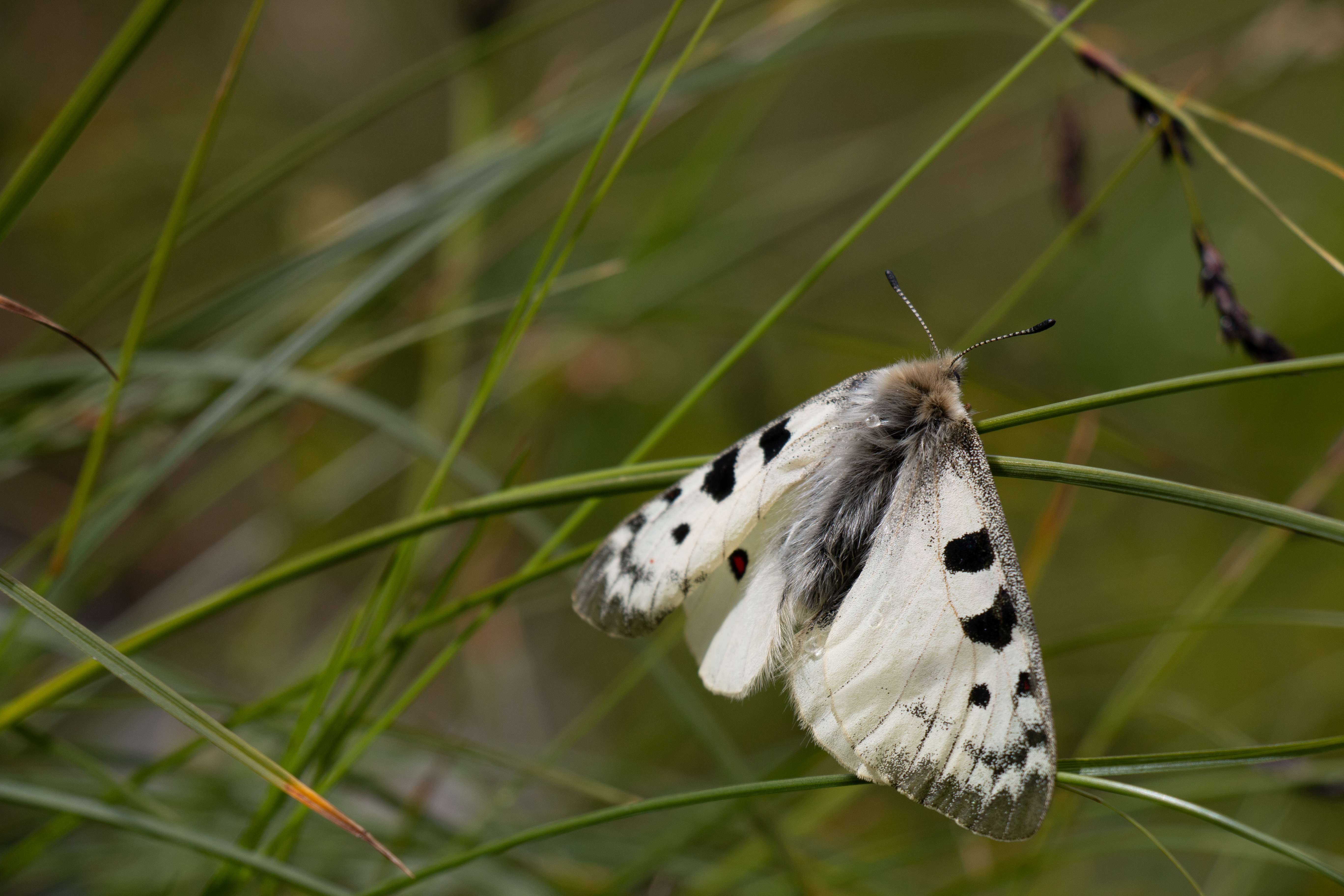
Alpenapollo in den Hängen des Frosnitztals.

Der Hochalpen-Apollo ist ein Endemit der europäischen Alpen und kommt in diesen vor allem in den Zentralalpen häufiger vor, in Deutschland ist die Art allerdings sehr selten. Sie fehlen in den nördlichen und südlichen Kalkalpen. Man findet sie in Höhen zwischen 1.600 und 2.800 Metern, insbesondere zwischen 1.800 und 2.200 Metern. Entsprechend der Vorlieben seiner Raupennahrungspflanze trifft man den Hochalpen-Apollo vor allem an feuchten und sumpfigen Stellen, in Senken (Schneetälchen), an Quellfluren und in der Nähe von Gebirgsbächen an.

## Lebensweise

### Flug- und Raupenzeiten
Der Hochalpen-Apollo fliegt in einer Generation von Ende Juni bis Ende August.

### Nahrung der Raupen
Die Raupen ernähren sich überwiegend von Fetthennen-Steinbrech (Saxifraga aizoides) und vermutlich auch von anderen Steinbrecharten. Sie sollen sich auch von Hauswurzen (Sempervivum) ernähren. Die in den österreichischen Alpen vorkommende Unterart Parnassius phoebus styriacus (Fruhstorfer, 1851), die früher von einigen Autoren als eigene Art betrachtet wurde, hat als Nahrungspflanze Rosenwurz (Rhodiola rosea).

## Entwicklung
Die Weibchen legen ihre Eier nahe der Raupennahrungspflanzen an Moos oder abgestorbenen Pflanzen, oder auch am Boden oder an Steinen ab. Selten werden die Eier direkt an den Blättern der Futterpflanzen gelegt. Die Überwinterung findet üblicherweise als Jungraupe ungeschlüpft im Ei statt, sie schlüpfen erst nach der Schneeschmelze. Gelegentlich schlüpfen die Raupen aber noch vor der Überwinterung. Die Verpuppung findet in einem weißen, dichten, aber dünnen Kokon zwischen Moos, abgestorbenen Blättern oder Geröll nahe der Nahrungspflanze statt. 

## Gefährdung und Schutz
- Rote Liste BRD: 1 (vom Aussterben bedroht).[2]